# Дом Скараманги (Таганрог)
Дом Скараманги — строение по улице Петровской, 53 в городе Таганроге Ростовской области.

## История
В городских документах, датируемых 1820-ми годами, сохранились упоминания о Луке Петровиче Скараманга, причислении его к купеческому званию с капиталом, сумма которого составила 8 тысяч рублей. В первой половине XIX века этот же купец построил в Таганроге одноэтажный дом на высоком цоколе по улице Петровской, 53. В его собственности, помимо недвижимости, были соляные разработки в Бахмуте. Также, он мог иметь отношение к греческой конторе «Скараманга, Мануси и К», которая была закрыта в 1893 году. Контора занималась экспортно-импортными операциями, и на протяжении столетия доставляла в Таганрог чай, кофе, цитрусовые, и прочие товары, а из Таганрогского порта вывозила пшеницу, жмых и жиры. В 1834 году Лука Петрович был упомянут среди членов комиссии, которая была занята вопросами улучшения состояния гавани и устройства набережной. Помимо него, в комиссию входили И. Борисов, И. Коротилин, П. Травло.
С 1873 по 1880 год дом с участком находился в собственности купца Ивана Амвросиевича Скараманга, в 1890 году принадлежал греческо-подданому Ивану Скараманга. Не известно, идет ли речь об одном и том же человеке, или нет. Также сохранились записи, которые свидетельствуют, что И. А. Скараманга владел кирпичным заводом, который занимался изготовлением сортового кирпича. Также он был членом клуба, и ежедневно посещал его с 20:00 до 02:00.
В 1898 году у дома появился новых хозяин — вдова потомственного почетного гражданина Ивана Амвросиевича — Виргиния Михайловна Скараманга. У Виргинии и Ивана Скараманга было несколько детей: дочери Елизавета, Мария, Виргиния, и сыновья — Амвросий, Михаил, Пантелеймон. Семейству Скараманга, которые проживали в Таганроге, помимо дома по адресу улица Петровская, 53, принадлежало еще несколько домов. Их современные адреса: улица Греческая 95 и 97, строения по улице Петровской и на Купеческой бирже.
В 1923 году в этом доме был открыт детский дом № 11.

## Описание
Дом сохранился до XXI столетия. Был построен на высоком цоколе.